# Bus Éireann
Bus Éireann (/ˈbˠɔsˠ ˈeːɾʲən̪ˠ/, « bus d'Irlande ») est la compagnie de bus interurbain qui dessert l'Irlande, excepté le comté de Dublin qui est lui desservi par Dublin Bus.

## Histoire
Bus Éireann est créé en février 1987 lors de la scission de Córas Iompair Éireann (CIÉ). Le logo de Bus Éireann incorpore un Setter rouge irlandais, une race de chien originaire d'Irlande.

## Prestations de service
Les principaux services de bus Éireann en république d'Irlande et en Irlande du Nord en association avec Ulsterbus comprennent les services suivants: autoroute (interurbain), transport local, scolaire et scolaire. Les services supplémentaires en Irlande comprennent les services urbains à Cork, Galway, Limerick et Waterford et les services urbains à Athlone, Balbriggan, Drogheda, Dundalk, Navan et Sligo.
Les bus Éireann exploitent des services internationaux vers la Grande-Bretagne et l'Europe via les ports de Dublin et de Rosslare Europort. Les villes desservies sont Londres, Birmingham, Manchester, Liverpool et Leeds. Ceux-ci sont exploités sous la marque Eurolines.

## Services touristiques
Bus Éireann organise des visites guidées spéciales d'une journée de Dublin à des endroits tels que Glendalough, Newgrange; de Cork, excursions d’une journée vers l’Anneau du Kerry, le comté de Clare, l’Ouest de Cork et l’île Cape Clear; et de Galway, visites du Connemara et du Burren.